# Joan Sastre
Joan Sastre Morro (Inca, Mallorca, 10 de diciembre de 1991) es un jugador de baloncesto español que milita en las filas de La Laguna Tenerife de la Liga ACB. Mide 2,01 metros, y juega en la posición de escolta y alero.

## Biografía
Sastre se formó en las categorías inferiores del Club Basquet Inca y pasó en 2006 al Centro de Tecnificación (CTEIB). 
En la temporada 2007-08 trabajó con José Luis Abós en el Club Basquet Inca. 
La temporada siguiente, en el Bàsquet Mallorca, alternó el equipo de LEB Oro con el filial de EBA (promediando 15,6 puntos, 4,5 rebotes y 1,3 asistencias en 15 partidos). En la LEB sus promedios fueron de 3,3 puntos y 1,5 rebotes en 13 minutos. 
En 2009, con 18 años, ficha por el CB Sevilla, equipo en el que juega por un espacio de cinco años.
En 2014 ficha por el CAI Zaragoza, siendo su último momento con el equipo aragonés de gran espectacularidad, ya que metió un triple desde el centro del campo, triple que suponía la eliminación del Bilbao Basket, y clasificaba al Baloncesto Fuenlabrada para los play offs.
En verano de 2016 ficha por el Valencia Basket, donde juega tres finales, de las que se alza con el título liguero, competición que no había ganado hasta entonces el equipo valenciano. 
Tras cinco temporadas en Valencia, en julio de 2021 ficha por el Lenovo Tenerife por dos temporadas más otra opcional.

### Selección nacional
Formó parte de las categorías inferiores de la selección española, participando en el EuroBasket Sub-18 de 2009 y en los EuroBasket Sub-20 de 2010 y 2011, ganando bronce y oro respectivamente.
Una gran temporada a nivel individual le sirve para tener una plaza con el equipo español absoluto en el Eurobasket 2017, donde la selección española llega hasta las semifinales pero cae ante Eslovenia por 92 a 72. Se colgaría la medalla de bronce tras ganar a Rusia en el partido por el tercer puesto.
Ese mismo año, en 2017, formó parte del equipo español que disputó el clasificatorio para el Mundial de 2019.
En 2021, jugó en las ventanas clasificatorias para el Mundial de 2023.